# اریک بورگین
اریک بورگین (انگلیسی: Eric Burgin; ۴ ژانویهٔ ۱۹۲۴ – ۱۶ نوامبر ۲۰۱۲) بازیکن فوتبال اهل بریتانیا بود.
از باشگاه‌هایی که در آن بازی کرده‌است می‌توان به باشگاه فوتبال یورک سیتی و باشگاه فوتبال شفیلد یونایتد اشاره کرد.